# Kribul
Kribul (în bulgară Крибул) este un sat în Obștina Satovcha, Regiunea Blagoevgrad, Bulgaria.

## Demografie
Componența etnică a satului Kribul
     Turci (40,15%)
     Bulgari (53,19%)
     Nicio identificare (6,64%)
     Altele (0%)
La recensământul din 2011, populația satului Kribul era de 391 locuitori. Din punct de vedere etnic, majoritatea locuitorilor (53,19%) erau bulgari, cu o minoritate de turci (40,15%). Pentru 6,64% din locuitori nu este cunoscută apartenența etnică.